# Ordem de Nossa Senhora de Chardon
A Ordem de Nossa Senhora de Chardon foi instituída em janeiro de 1370 em Moulins pelo duque Luís II de Bourbon, "em honra de Deus e da Virgem Imaculada", pela ocasião de seu casamento com Ana de Forez, filha de Beraudo II, Delfim de Auvérnia.
Recebeu também o nome da ordem de Bourbon, por causa de seu fundador e também da Ordem da Esperança, porque os cavaleiros usavam um cinturão no qual estava bordada a palavra esperança.
Era composta de 26 senhores que deviam ser distinguidos por sua bravura e ser sem censura alguma. O duque de Bourbon era o soberano da ordem.
Teve uma existência muito curta.